# کازوئو میاگاوا

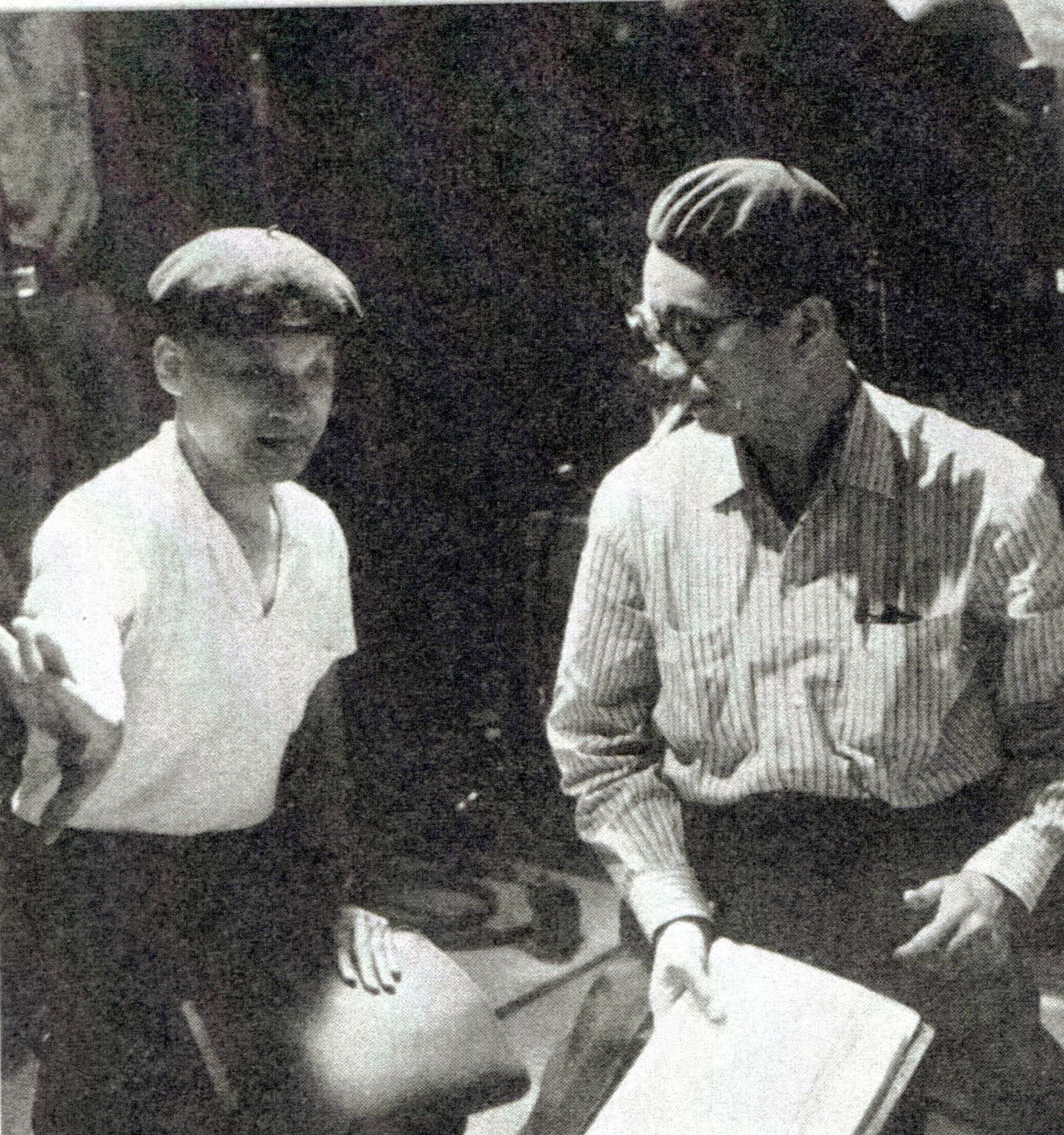
کن ایچیکاوا (راست) در کنار کازوئو میاگاوا - ۱۹۶۳

کازوئو میاگاوا (به ژاپنی: 宮川 一夫 Miyagawa Kazuo) (فوریه ۲۵، ۱۹۰۸ – ۷ اوت ۱۹۹۹) فیلمبردار تحسین شده ژاپنی بود.
میاگاوا به‌ویژه برای عکسبرداری با دوربین متحرک (از شخص یا چیز متحرک) شناخته شده است، به ویژه در فیلم راشومون (فیلم) (۱۹۵۰)، که نخستین فیلم از سه طرح همکاری این فیلمبردار با فیلمساز برجسته آکیرا کوروساوا بود. او همچنین در فیلم‌های کارگردانان بزرگ مانند کنجی میزوگوچی، یاسوجیرو ازو، و کن ایچیکاوا، و فیلم‌هایی نظیر اوگتسو مونوگاتاری (۱۹۵۳)، علف‌های شناور (۱۹۵۹) و فیلم مستند توکیو المپیاد (۱۹۶۵) کار کرده است.

## فیلم‌های انتخاب شده
- آواز پرندگان عشق (鴛鴦歌合戦 Oshidori utagassen؟, 1939)
- راشومون (فیلم) (羅生門 Rashōmon؟, 1950)
- اوگتسو مونوگاتاری (雨月物語 Ugetsu Monogatari؟, 1953)
- A Geisha (祇園囃子 Gion Bayashi؟, 1953)
- The Woman in the Rumor (噂の女 Uwasa no onna؟, 1954)
- سانشوی مباشر (山椒大夫 Sanshō Dayũ؟, 1954)
- عاشقان مصلوب (近松物語 Chikamatsu Monogatari؟, 1954)
- Street of Shame (赤線地帯 Akasen chitai؟, 1956)
- The Love of a Princess (朱雀門 Suzakumon؟, 1957)
- Enjo (炎上 Enjō؟, 1958)
- The Gay Masquerade (弁天小僧 Benten Kozō؟, 1958)
- Odd Obsession (鍵 Kagi؟, 1959)
- علف‌های شناور (1959)
- Scar Yosaburo (切られ与三郎 Kirare Yosaburō؟, 1960)
- برادر او (1960)
- یوجیمبو (用心棒 Yōjinbō؟, 1961)
- زاتوایچی و قفسه سینه‌ای از طلا (座頭市千両首 Zatōichi senryō-kubi؟, 1964)
- Tokyo Olympiad (東京オリンピック Tōkyō Orinpikku؟, 1965)
- Zatoichi's Vengeance (座頭市の歌が聞える Zatōichi no uta ga kikoeru؟, 1966)
- Zatoichi the Outlaw (座頭市牢破り Zatōichi rōyaburi؟, 1967)
- Zatoichi and the Fugitives (1968)
- زاتوایجی و یوجینبو (1970)
- Zatoichi Goes to the Fire Festival (1970)
- گرگ تنها و توله: کالسکه بچه در خطر (1972)
- کودکان مک آرتور (瀬戸内少年野球団 Setouchi Shōnen Yakyū-dan؟, 1984)